# Priyanka Chopra
Priyanka Chopra Jonas (Jamshedpur, Jharkhand, Indija, 18. srpnja 1982.) indijska je glumica i pjevačica. Pobjednica je Izbora za Miss svijeta 2000. godine. Časopis Time ju je imenovao jednom od 100 najutjecajnijih ljudi na svijetu, a časopis Forbes jednom od 100 najmoćnijih žena.
Iako je željela studirati aeronautičko inženjerstvo, prihvatila je brojne uloge Indijske filmske industrije. Godine 2002. glumila je u filmu Thamizhan ulogu Tamil.

## Vanjske poveznice
- Službeni profil na Twitteru